# Elena Anaya

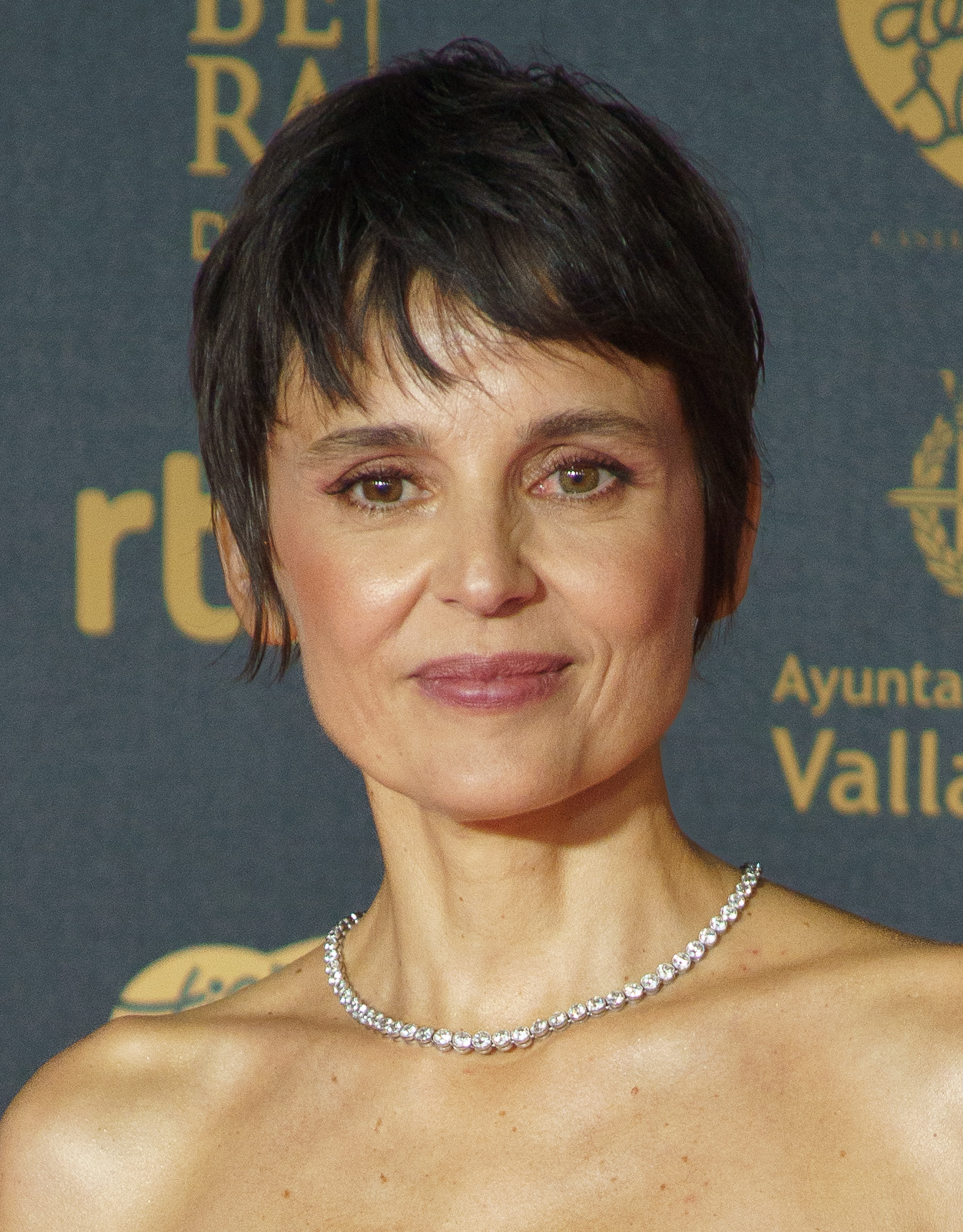
Elena Anaya (2024)

Elena Anaya (* 17. Juli 1975 in Palencia) ist eine spanische Schauspielerin.

## Leben und Karriere

### Frühe Jahre und Karrierebeginn
Anaya hat zwei ältere Geschwister, einen Bruder und eine Schwester, ihre Eltern trennten sich, als sie ein Kind war. Sie unterbrach ihr erstes Studium und schrieb sich an der Real Escuela Superior de Arte Dramático de Madrid (RESAD) ein. Nachdem sie eine Rolle in der Komödie Familia angenommen hatte, kehrte sie nicht an die RESAD zurück.

### Durchbruch und internationale Schauspielkarriere
Für ihre Nebenrolle im Filmdrama Lucia und der Sex von Julio Medem aus dem Jahr 2001 wurde Anaya 2002 für den Goya nominiert und mit dem Preis der spanischen Schauspielerunion ausgezeichnet. Im Thriller Dead Fish (2004) war sie in einer der größeren Rollen an der Seite von Gary Oldman zu sehen. Im Horrorfilm Van Helsing (2004) spielte sie eine der drei Bräute Draculas (Richard Roxburgh), die gegen Van Helsing (Hugh Jackman) und Anna Valerious (Kate Beckinsale) kämpfen. Im Filmdrama In the Land of Women (2006) spielte sie eine Freundin des Protagonisten (Adam Brody), die mit ihm Schluss macht, was ihn zum Umzug und zur Änderung des bisherigen Lebens motiviert.
Anaya trat 2006 auch im Musikvideo SexyBack mit Justin Timberlake auf.
2010 spielte Elena Anaya erneut in einem Film von Julio Medem. In dem erotisch-romantischen Kammerspiel Eine Nacht in Rom verkörpert sie die lesbische Spanierin Alba, die in ihrer letzten Nacht in der geschichtsträchtigen Stadt der Russin Natasha begegnet und mit ihr die Mittsommernacht auf ihrem Hotelzimmer verbringt. Für diese Rolle erhielt Anaya 2011 den Fotogramas de Plata als beste Kinodarstellerin sowie eine Nominierung als beste Hauptdarstellerin für den Goya.

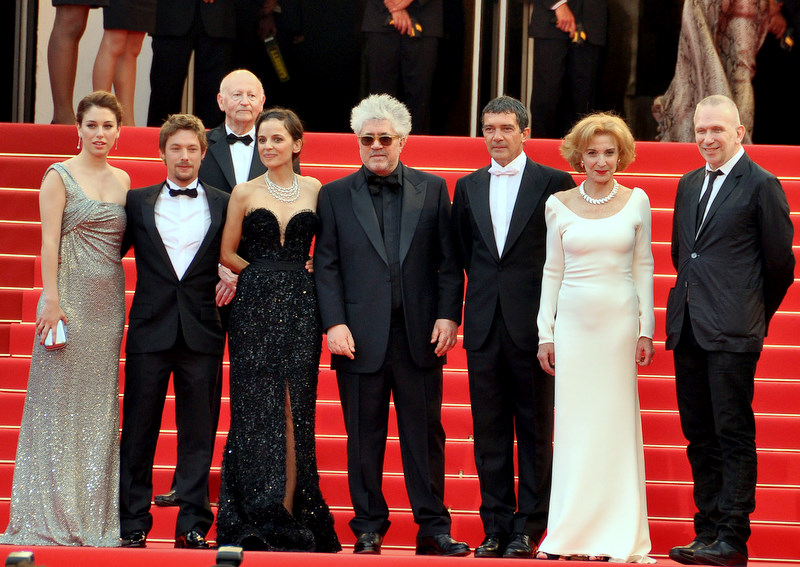
Elena Anaya mit u. a. Pedro Almodóvar und Antonio Banderas in Cannes (2011)

2012 gewann Anaya für ihre Leistung in Pedro Almodóvars Melodram Die Haut, in der ich wohne (2011) den Goya als beste Hauptdarstellerin.
In den Folgejahren war sie vor allem in kleineren Filmprojekten zu sehen. 2015 spielte sie die Hauptrolle in Todos están Muertos, dem ersten Spielfilm ihrer damaligen Partnerin, der Regisseurin Beatriz Sanchis. Für den Blockbuster Wonder Woman von Patty Jenkins stand sie 2017 als Doctor Poison, Gegenspielerin der Heldin, erneut in Hollywood vor der Kamera.
2017 wurde sie in die Academy of Motion Picture Arts and Sciences aufgenommen, die jährlich die Oscars vergibt.
2020 spielte sie in der Filmkomödie Rifkin’s Festival von Woody Allen.

### Privatleben
Anaya lebte von 2008 bis 2013 in einer Beziehung mit der Regisseurin Beatriz Sanchis. 2011 wurde sie durch die spanische Klatschpresse geoutet. Heute lebt Anaya mit ihrer Partnerin Tina Afugo Cordero in Madrid. 2017 wurde sie Mutter eines Sohnes. 2022 wurde sie zum zweiten Mal Mutter.

## Filmografie (Auswahl)
- 1995: Adiós Naboelk (Kurzfilm)
- 1996: África
- 1996: Familia

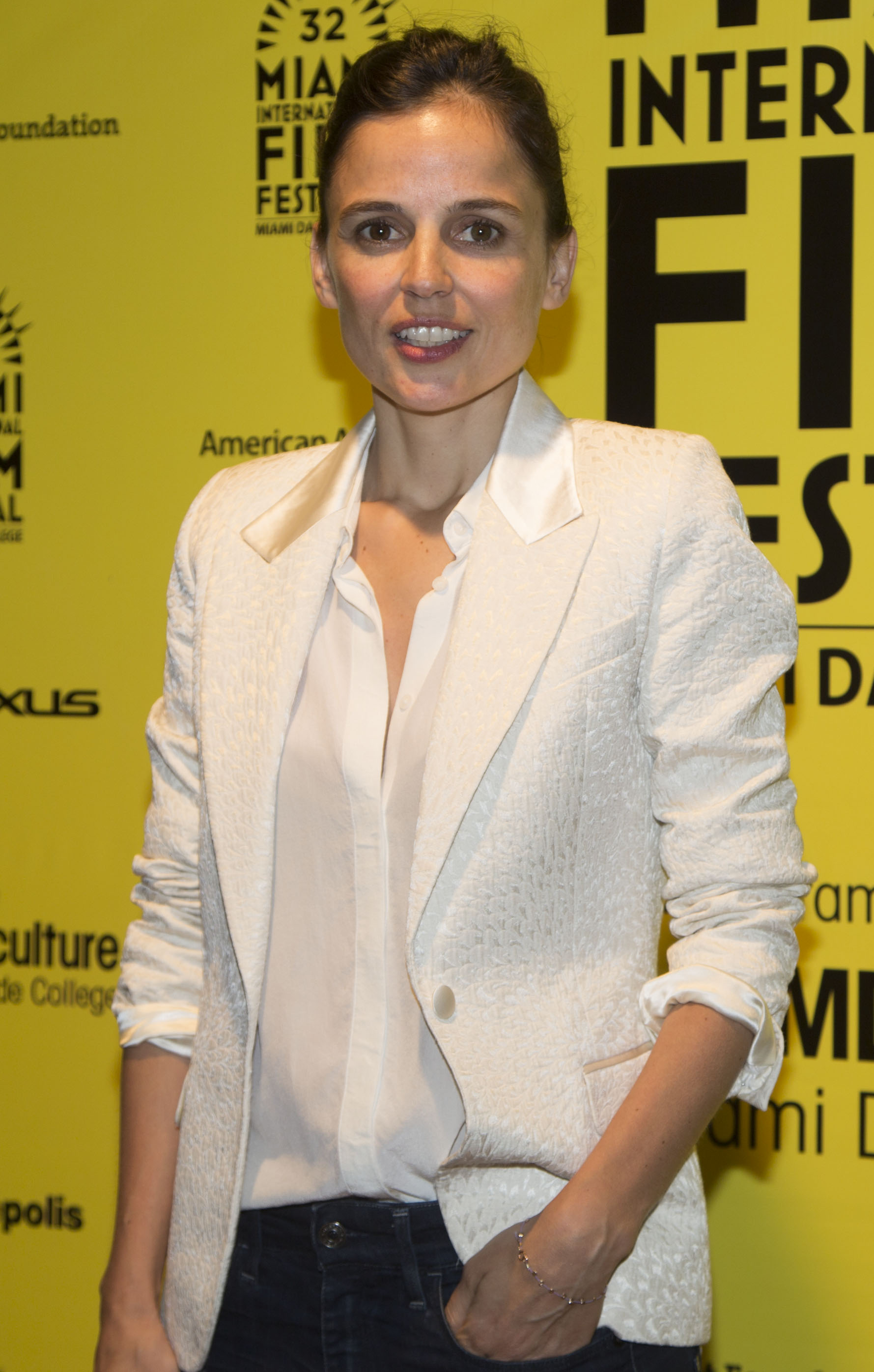
Elena Anaya (2015)

- 1997: ¿De qué se ríen las mujeres?
- 1998: Grandes ocasiones
- 1998: Black Tears (Lágrimas negras)
- 1999: Wiped-Out Footprints (Las huellas borradas)
- 2000: El árbol del penitente
- 2000: El invierno de las anjanas
- 2001: Sin noticias de Dios
- 2001: Lucia und der Sex (Lucía y el sexo)
- 2002: Sprich mit ihr (Hable con ella)
- 2002: Rencor
- 2002: The Blue Room (La habitación azul)
- 2003: Zwei beinharte Profis (Dos tipos duros)
- 2004: Van Helsing
- 2004: Ana y Manuel (Kurzfilm)
- 2005: Fragile
- 2005: Dead Fish
- 2006: Alatriste
- 2006: In the Land of Women
- 2007: Miguel and William (Miguel y William)
- 2007: Wilde Unschuld (Savage Grace)
- 2008: Public Enemy No. 1 – Mordinstinkt (L’Instinct de mort)
- 2008: Las Bandidas – Rache kann schön sein! (Sólo quiero caminar)
- 2008: Walking Vengeance (Solo quiero caminar)
- 2009: Hierro – Insel der Angst (Hierro)
- 2009: Cairo Time
- 2009: 9 (Kurzfilm)
- 2010: Point Blank – Aus kurzer Distanz (À bout portant)
- 2010: Eine Nacht in Rom (Habitación en Roma)
- 2011: Die Haut, in der ich wohne (La piel que habito)
- 2013: Pensé que iba a haber fiesta
- 2015: Todos están muertos
- 2015: Was bleibt, ist die Erinnerung (La memoria del agua)
- 2015: Far from the Sea (Lejos del mar)
- 2016: Swinger: Verlangen, Lust und Leidenschaft (Swung)
- 2016: The infiltrator
- 2016: Zipi y Zape y la Isla del Capitán
- 2017: Wonder Woman
- 2017: The Summit
- 2019: MotherFatherSon (Fernsehserie, 5 Episoden)
- 2019: Jett (Fernsehserie, 9 Episoden)
- 2019: Three Days of Christmas (Días de Navidad, Miniserie, Episode 2)
- 2020–2022: The Professionals – Gefahr ist ihr Geschäft (Professionals, Fernsehserie, 10 Episoden)
- 2020: Rifkin’s Festival
- 2022: Die Kreidelinie (Jaula)
- 2023: Fatum
- 2023: Mentiras pasajeras (Fernsehserie, 8 Episoden)
- 2024: Töchter des Schweigens (Las largas sombras, Miniserie, 6 Episoden)

## Auszeichnungen (Auswahl)
- 2002: Preis der spanischen Schauspielerunion für Lucia und der Sex (Beste Nebendarstellerin)
- 2009: Darstellerpreis des Sitges Festival Internacional de Cinema Fantàstic de Catalunya für Hierro
- 2010: Directors’ Week Award des Festivals Fantasporto für Hierro (Beste Darstellerin)
- 2011: Fotogramas de Plata für Eine Nacht in Rom (Beste Kinodarstellerin)
- 2012: Goya für Die Haut, in der ich wohne (Beste Hauptdarstellerin)